# Liao Qiuyun
Liao Qiuyun (chiń. 廖秋云; ur. 13 lipca 1995 w Yongzhou) – chińska sztangistka, srebrna medalistka igrzysk olimpijskich i mistrzyni świata.

## Kariera
Na igrzyskach olimpijskich w Tokio w 2020 roku wywalczyła srebrny medal w wadze muszej. W zawodach tych rozdzieliła na podium Hidilyn Diaz z Filipin i Zulfiję Czinszanło z Kazachstanu. W 2019 roku zwyciężyła w tej samej kategorii wagowej na mistrzostwach świata w Pattayi. Wyprzedziła tam swą rodaczkę - Zhang Wanqiong i Hidilyn Diaz. Ponadto zdobyła złote medale na mistrzostwach Azji w Ningbo w 2019 roku i podczas mistrzostw Azji w Taszkencie rok później. 